# Драгун, Камиль
Камиль Драгун (пол. Kamil Dragun; род. 25 июня 1995, Гожув-Велькопольский) — польский шахматист, гроссмейстер (2013).
Чемпион мира до 16 лет (2010, Халкидики).

## Карьера
- В 2010 году на 10-м чемпионате Европы по шахматам в Пардубице завоевал командное и индивидуальное золото на третьей доске;
- В 2012 году выиграл индивидуальное и командное золото на первой доске в 12-м чемпионате Европы по шахматам в Пардубице;
- В 2013 году завоевал командное и индивидуальное золото на первой доске в 13-м чемпионате Европы по командным шахматам в Мариборе.

Камиль Драгун выступал также за Польшу на командном чемпионате Европы по шахматам:
- В 2013 году на второй доске 19-м командном чемпионате Европы по шахматам в Варшаве[1].

## Изменения рейтинга
| Графики недоступны из-за технических проблем. См. информацию на Фабрикаторе и на mediawiki.org. |